# Eupelmus frederici
Eupelmus frederici är en stekelart som först beskrevs av Girault 1915.  Eupelmus frederici ingår i släktet Eupelmus och familjen hoppglanssteklar. Inga underarter finns listade i Catalogue of Life.